# Marc-Antoine Fortuné
Marc-Antoine Fortuné (* 2. Juli 1981 in Cayenne, Französisch-Guayana) ist ein französischer ehemaliger Fußballspieler.

## Karriere
Fortuné startete seine Profikarriere 1999 beim damaligen Amateurverein AS Angoulême-Charente 92. In seinem ersten Jahr kam er zehn Mal zum Einsatz und konnte drei Treffer erzielen. Auch im Folgejahr kam er zu regelmäßiger Spielpraxis. Zur Spielzeit 2001/02 spielte sich Fortuné endgültig in die Stammelf und konnte zwölf Mal den Ball im gegnerischen Tor versenken. Diese Leistung blieb anderen französischen Teams nicht unbemerkt und so sicherte sich im Sommer 2002 der OSC Lille die Dienste des jungen Angreifers. Dort konnte sich Fortuné nicht durchsetzen und der Verein entschied sich ihn für die Folgesaison an den Zweitligisten zu verleihen. Dort war er Leistungsträger.
Zur Saison 2004/05 kehrte er nicht zu Lille zurück, sondern blieb in der Ligue 2. Innerhalb der Liga transferierte er zu Stade Brest. Auch dort hatte er einen Stammplatz sicher. Im Sommer 2005 kam es dann zum Wechsel in die Eredivisie, zum FC Utrecht. Eineinhalb Jahre blieb er beim Utrechter Fußballverein, ehe es ihn wieder nach Frankreich zum AS Nancy trieb. Im Transferfenster der Saison 2008/09 kam es dann dazu, dass Fortuné nach England in die Premier League wechselte. West Bromwich Albion lieh den Stürmer bis Sommer 2009 aus und besaß darüber hinaus eine Option zum Kauf.
Sein Debüt für den neuen Klub gab er beim 3:0-Erfolg gegen den FC Middlesbrough. Hier steuerte er ein Tor, das allerdings dem Mannschaftskollegen Robert Koren zugesprochen wurde, zum Sieg bei. Während der zweiten Halbzeit wurde Fortuné gegen Craig Beattie ausgetauscht. Seinen ersten offiziellen Treffer erzielte der Mittelstürmer bei der 2:3-Niederlage gegen Newcastle United. Hier trug sich Fortuné mit einem Doppelpack in die Torschützenliste ein. Bei Nancy hatte der Stürmer noch einen Vertrag bis 2011.
Fortuné wechselte im Sommer 2009 zum schottischen Vizemeister Celtic FC; er unterschrieb einen Dreijahresvertrag. Im August 2010 wechselte Fortuné zu West Bromwich Albion.
Nach 3 Jahren verließ Fortuné West Bromwich, auch war er inzwischen auf Leihbasis für den Drittligisten Doncaster Rovers nur 1 Monat spielberechtigt, in Richtung zu Athletic nach Wigan.